# Персональный информационный менеджер
Персональный информационный менеджер, ПИМ (англ. Personal Information Manager, PIM) — компьютерная программа, служащая для облегчения работы с разного рода личной информацией. В простейшем случае это программа, выполняющая функции персонального органайзера. Более сложные программы имеют дополнительные функции, позволяющие вести совместное планирование и организовывать совместную работу над проектами (Groupware). 

## Функции
Функции, выполняемые персональными информационными менеджерами: 
- планирование задач (заданий) для контроля за их самостоятельным или сторонним выполнением (ToDo list);
- планирование событий, привязанные к определенной дате и времени (например, праздники или встречи);
- напоминатели-будильники об определённых пользователем событиях;
- управление контактами (пользовательская адресно-телефонная книга);
- записная книжка и листки-заметки (аналог бумажных листков-липучек);
- личные записи (дневник);
- работа с электронной почтой;
- работа с IM-сообщениями;
- менеджер паролей;
- персональная база знаний.

## Архитектура
Для обеспечения доступа к информации с любого компьютера в любой точке мира, а также для организации совместной работы, многие персональные информационные менеджеры имеют клиент-серверную архитектуру. В качестве клиента может использоваться как специальная программа, так и веб-интерфейс. Иногда доступ к информации может быть обеспечен обоими способами. Например в качестве клиента Microsoft Exchange Server может использоваться и программа Microsoft Outlook и веб-интерфейс Outlook on the web.

## Портативные устройства
Первоначально персональными информационными менеджерами назывались портативные устройства, предназначенные для учёта повседневных задач с совмещением функции календаря, создания заметок, телефонной и адресной базы данных. Первыми устройствами подобного типа были электронные записные книжки и переводчики. С началом активного развития карманных персональных компьютеров и коммуникаторов определение «персональный информационный менеджер» перестало использоваться в своём первоначальном смысле, по той причине, что большинство современных портативных устройств обладают гораздо большими возможностями, чем просто органайзер.

## ПИМ-приложения
- Akonadi
- Backpack
- Dailer
- do-Organizer
- doogiePIM Архивная копия от 26 августа 2017 на Wayback Machine
- Efficcess Архивная копия от 23 сентября 2017 на Wayback Machine
- Essential PIM Архивная копия от 21 сентября 2017 на Wayback Machine
- Exiland Assistant
- Evernote
- Extra-Organizer
- Evolution
- Feng Office Community Edition
- Kdepim
- Info Select Архивная копия от 16 февраля 2022 на Wayback Machine
- KeyNote
- LeaderTask
- Lotus Organizer
- Mars Notebook Архивная копия от 15 февраля 2019 на Wayback Machine
- Microsoft Entourage
- Microsoft Onenote Архивная копия от 7 декабря 2020 на Wayback Machine
- Microsoft Outlook
- Mozilla Sunbird
- MyLifeOrganized
- MyTetra Архивная копия от 3 октября 2012 на Wayback Machine
- Task Coach
- Zim
- Книга Руна Архивная копия от 15 ноября 2017 на Wayback Machine

## ПИМ онлайн
Органайзер онлайн отличается от обычной программы-органайзера тем, что устанавливается не на локальном компьютере на рабочем месте, а на сервере в сети Интернет и предоставляет доступ к своим сервисам и объектам с любого компьютера, подключенного к Интернет. И это основное преимущество онлайн-органайзера.
Онлайн-органайзер, как правило, обладает такими же функциями, что и обычные компьютерные программы-органайзеры:
- календарь;
- адресная книга;
- записная книжка;
- события, привязанные к определенной дате и времени (например, праздники или встречи);
- планировщик задач;
- напоминатели об определённых пользователем событиях на электронный адрес, мобильный телефон, ICQ

и т.п.
Недостатком органайзера онлайн является необходимость доступа к Интернет для работы с ним.